# Jérôme Haeffler
Jérôme Haeffler (né le 12 mai 1982 à Guebwiller) est un athlète français, spécialiste du lancer du javelot.

## Biographie
Jérôme Haeffler est un lanceur de javelot français qui détient la 7ème meilleure performance française de tous les temps dans cette discipline avec une performance à 80,37 m. Il commence sa carrière par les épreuves combinées sous la coupe de son père. En 1997, il rejoint Thierry Lichtlé, son entraîneur formateur jusqu'en 2007. 
En 2008, il décide de s'entraîner avec Jacques Danail et il décroche son premier titre national deux années après en 2010 à Valence. Sélectionné aux championnats d'Europe la même année à Barcelone, il devient le numéro 1 français. En 2015, après une grave blessure, il reprend le titre national aux championnats de France Élite à Lille. En 2017 à 35 ans, il est toujours actif et décroche la médaille d'argent aux championnats de France hivernaux. 

### Palmarès
- Championnats de France d'athlétisme :
  - Vainqueur des Championnats de France Élite au lancer du javelot en 2010 et 2015.
  - 2e en 2011 et 2012

Jérôme Haeffler est sélectionné aux Championnats d'Europe d'Athlétisme en 2010 à Barcelone. Il termine à la 
18e place avec un jet à 75,60 m. 

### Records
| Épreuve           | Performance | Lieu    | Date            |
| ----------------- | ----------- | ------- | --------------- |
| Lancer du javelot | 80,37 m     | Valence | 10 juillet 2010 |